# Ману перуанський
Ману́ перуанський (Cercomacra manu) — вид горобцеподібних птахів родини сорокушових (Thamnophilidae). Мешкає в Перу, Болівії та Бразилії.

## Поширення й екологія
Окремі популяції перуанського ману мешкають в Бразилії (Акрі, південний захід Амазонасу, північ Мату-Гросу, південь Пари, північ Токантінса, центр Мараньяну), на південному сході Перу (Мадре-де-Дьйос, прилеглі райони південного Укаялі і східного Куско) і на північному заході Болівії (Пандо, Ла-Пас). Перуанські ману живуть у вологих рівнинних тропічних лісах, в заростях бамбуків роду Guadua на висоті до 1350 м над рівнем моря.